# Charles McElman
Charles McElman (1920-2000) était un banquier et un homme politique canadien.

## Biographie
Charles McElman naît le 18 juin 1920 à Fredericton, au Nouveau-Brunswick. Il est nommé sénateur sur avis de Lester Pearson le 24 février 1966 et le reste jusqu'au 1er avril 1990. Il meurt le 31 décembre 2000.